# Criptotoken
I token crittografici, criptotoken (dall'inglese Crypto token) o semplicemente token, nell'ambito delle tecnologie blockchain sono criptovalute o altri oggetti crittografici che invece di essere basati su una propria blockchain ne utilizzano una preesistente, tipicamente Ethereum. Gli NFT sono un esempio di token crittografico.

## Descrizione
Vengono offerte durante il periodo di ICO di lancio della nuova moneta e del relativo progetto per poi essere distribuite nei siti di scambio dedicati alle criptovalute e ai criptotoken. Possono essere conservate in portafogli fisici e digitali (o wallet) compatibili con la criptovaluta di riferimento. Possiedono un loro simbolo, una loro sigla di tre lettere ed un valore di mercato indipendenti dalla criptovaluta di riferimento e sono delle criptovalute a tutti gli effetti.
La scelta di creare dei criptotoken anizché delle criptovalute nasce dal fatto che la procedura di creazione è più semplice quando ci si basa su una criptovaluta già esistente che creandola da zero. Nel caso di criptotoken creati sulla blockchain ethereum, per essere compatibili devono essere basate sullo standard ERC-20.

## Gli standard
- ERC-20
- ERC-721
- ERC-1155